# Vicq (autor)
Vicq (às vezes aparece escrito Vick), de seu nome verdadeiro Raymond Anthony, é um autor de banda desenhada belga, nascido em 1936 e desaparecido em 1987.

## Biografia
É mais conhecido como argumentista de banda desenhada, apesar de também ser desenhador. Iniciou a sua carreira nos anos cinquenta a fazer caricaturas humorísticas para muitas revistas como Le Rire ou Hara-Kiri.
Escreveu muitos argumentos para banda desenhada da revista Spirou, incluindo The Old Nick, Sophie (Jidéhem), La Ribambelle (Roba), Boule & Bill (Roba) Gaston Lagaffe (Franquin), entre outros.
Também trabalhou para a revista do Tintim e trabalhou com Greg, em Constant Souci, Zig e Puce e Os Ases.
Em 1980, escreveu o argumento para o álbum do Lucky Luke (Morris), Le Magot des Dalton.